# Mehetveret
| mH · t | N35A | wr&r&t | E1 |

| mH · t | N35A | wr&r&t | E1 |

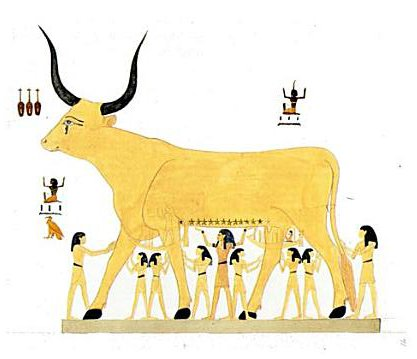
nebeská kráva z hrobky Sethiho I.

Mehetveret (nebo Mehetueret, Mehturt, mḥt-wrt znamená „Veliká potopa“) je staroegyptská kraví bohyně nebes, stvoření světa, zrodu slunce i znovuzrození v podsvětí.
Je známa už od Staré říše. Byla považována za stvořitelskou bohyni, která porodila slunce. Její jméno „Veliká potopa“ je důkazem, že zosobňuje nekonečné vody Nun, z nichž se v egyptské mytologii zrodilo slunce.
V Textech rakví ve Střední říši je bohyní-stvořitelkou, která každý den rodí slunce. Rovněž zde nalézáme zmínky o Mehetveretiných 7 stvořitelských výrocích, jež hrají roli při posledním soudě. Zejména v Nové říši je bohyní, která všem zemřelým umožňuje znovuzrození. Bývá také zobrazována jako nebeská klenba podepřená Šuem (namísto Nut), spojována s nilskými záplavami nebo opatruje faraona.
Spojována bývá s další kraví bohyní – Hathor.